# 什利亞區
什利亞區（西班牙語：Distrito de Shilla），是秘魯的一個區，位於該國北部安卡什大區的卡爾瓦斯省，始建於1934年12月14日，面積130.19平方公里，海拔高度3,910米，2005年人口3,221，人口密度為每平方公里25人。